# Лореккьо, Ансельмо
Ансельмо Лореккьо (итал. Anselmo Lorecchio) или Ансельмо Лорекио (алб. Anselmo Lorekio; 3 ноября 1843, Паллагорио, Калабрия — 22 марта 1924, Рим) — арберешский юрист, журналист, политик, поэт и писатель, основатель газеты «Албанская нация» (итал. La Nazione Albanese) и автор нескольких литературных произведений, пропагандирующих идею независимости Албании.

## Биография
Ансельмо Лореккьо родился 3 ноября 1843 года в Паллагорио, небольшом арберешском городке в Калабрии (Италия), с которым он будет поддерживать тесные связи на протяжении всей жизни.
Лореккьо получил диплом юриста 21 декабря 1868 года в Королевском университете Неаполя и стал прокурором апелляционного суда Неаполя в 1869 году. Он также работал в Банке Неаполя в 1870 году.
С 1878 года Лореккьо служил на различных постах в сфере государственного управления Италии, он также занимал другие позиции, на этот раз политического характера: был секретарём провинциального совета Катандзаро в 1883-1884 годах, мэром Паллагорио в 1892 году. Лореккьо привлекал албанцев из Османской Албании для новых политических публикаций и получал их помощь, например, в 1889 году, при издании «Голоса Албании».
В 1895 году по приглашению, опубликованному в газете «Утро» (итал. Il Mattino), он принял участие в Конгрессе албанцев Италии, проходившем в Корильяно-Калабро под председательством Иеронима де Рады. Там было образовано «Албанское национальное общество». Лорреккьо был избран его вице-президентом, де Рада — почётным председателем, а архимандрит Пьетро Камодека де Коронеи — президентом. В январе 1897 года Лореккьо основал журнал «Албанская нация» (итал. La Nazione Albanese).
В 1898 году Лореккьо опубликовал «Албанский вопрос. Различные записи» (итал. La questione albanese. Scritti vari), сборник статей из различных местных и национальных газет «Il Calabro», «La Giostra», «Il Resto del Carlino», «La Stampa» и многих других.
8 апреля 1900 года Лореккьо основал в Риме Албанский национальный комитет (итал. Società nazionale albanese), который преимущественно выступал за приверженность всем инициативам, которые способствовали бы независимости Албании, но без применения какого-либо акта насилия.
В 1904 году он опубликовал книгу «Албанская политическая мысль в отношении интересов Италии», преследовавшую помимо прочего цель привлечения внимания итальянского правительства и широкой общественности к важности албанского вопроса в интересах Италии в Адриатике и Средиземноморье. В июне 1904 года Лореккьо вместе с Гаспером Мертури начал выпускать ежедневную итальянскую газету «Agenzia Balcanica ed Italiana», которая была посвящена политике, финансам и коммерческой информации. Её целью было освещение для европейской общественности состояния дел в османских вилайетах Ускюб, Шкодер, Манастир, Янина и Салоника.

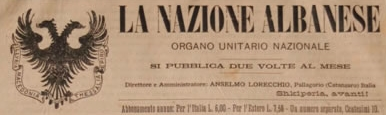
Передовица газеты «Албанская нация»

В 1900-1911 годах, благодаря публикации ряда статей в «Албанской нации», Лореккьо стал ещё более известен и авторитетен в вопросе защиты албанских интересов. В те годы он пытался вовлечь в свою кампанию нескольких известных людей, в том числе Риччотти Гарибальди и Хуана Педро Аладро Кастриоту, испанского дворянина, потомка Скандербега, а также заручиться поддержкой правительства по расширению торговых отношений с албанскими территориями. Лореккьо даже предложил «Албанское национальное общество» в качестве посредника министру иностранных дел Италии Эмилио Висконти-Веносте.
В 1912 году, спустя несколько дней после провозглашения независимости Албании и конституции правительства Влёры, Исмаил Кемали лично поблагодарил Лореккьо, отметив его роль в общей поддержке итальянских албанцев идеи свободной Албании.
В 1913 году Лореккьо участвовал в Албанском конгрессе в Триесте (27 февраля – 6 марта).
В 1920 году Лореккьо опубликовал книгу «Албания: меморандум независимости Албании», а в 1921 году — брошюру «Албания принята в Лигу Наций». 22 декабря 1920 года он получил письмо от главы албанской делегации в Лиге Наций Фана Ноли, в котором тот поблагодарил Лореккьо за его работу.
Лореккио умер в Риме, в своем доме на площади Святого Иоанна Латеранского, 22 марта 1924 года; с его смертью также закончился выпуск журнала «Албанская нация».